# Raffinerie de Tabriz
La raffinerie de Tabriz (en persan : پالایشگاه تبریز) est située à Tabriz dans la province d'Azerbaïdjan oriental.

## Production
La production est présentée par la NIORDC, responsable de son exploitation, comme atteignant 110 000 barils par jour.